# Kousés
Kousés, en grec moderne : Κουσές, est un village du dème de Phaistos, en Crète, en Grèce. Selon le recensement de 2011, la population de Kousés compte 121 habitants. Il est situé à une altitude de 130 m et à 61,5 km de Héraklion.
La localité est le fief de la famille Kourmoúlis, dont le membre le plus illustre est Michális Kourmoúlis (en), figure de la guerre d'indépendance grecque,. Au centre du village, la « tour de Kourmoúlis » est un exemple de l'architecture défensive de la dernière période d'occupation de la Crète par les Vénitiens, au début du XVIIe siècle. L'édifice est classé monument historique depuis 1980.